# Great Harmony〜for yamato2199
『Great Harmony〜for yamato2199』（グレイト・ハーモニー フォー・ヤマト2199）は、平原綾香が宮川彬良 feat.平原綾香名義で発売した配信限定シングル。

## 解説
本作は2014年12月6日に公開の映画『宇宙戦艦ヤマト2199 星巡る方舟』のエンディングテーマとなった。
本楽曲では、旧作シリーズの音楽を担当していた宮川泰の意思を引き継いでシリーズの音楽を担当している長男の宮川彬良が、自身として初のシリーズのエンディング・テーマとして手がけたものである。平原の父であるサックス奏者の平原まことは、宮川泰が率いる「名匠宮川組」のコアメンバーであった。そうした縁があり、作品内容と合わせ「世代交代」の意味合いも込めて、平原が歌うことになったという。

## 収録曲
1. Great Harmony〜for yamato2199
作詞：吉元由美 / 作曲：宮川彬良
『宇宙戦艦ヤマト2199 星巡る方舟』エンディング・テーマ

## 収録アルバム
Great Harmony
- 『Prayer』